# Rigaudon
Rigaudon (também rigadon ou rigadoon) é uma dança francesa de metro duplo e tempo rápido. Tem semelhanças com a bourrée, mas é ritmicamente mais simples e com frases mais regulares. Tradicionalmente é associada com a dança folclórica do sul da França, das regiões de Vavarais, Languedoc, Dauphiné e Provence, e se tornou apreciada na corte de Luís XIV, permanecendo em moda até o século XVIII. O nome também designa a forma musical correspondente, e apareceu em suítes da música barroca.